# Lakota (Iowa)
Lakota – miasto w Stanach Zjednoczonych, w stanie Iowa, w hrabstwie Kossuth. Zgodnie ze spisem statystycznym z 2000 roku, miasto liczyło 255 mieszkańców.